# 上海周公馆
上海周公馆，全名中国共产党代表团驻沪办事处旧址，位于中华人民共和国上海市黄浦区思南路73号，是一座四层西班牙式花园住宅。该建筑始建于20世纪20年代，1946年中共代表团租下该建筑并作为活动场所，1947年3月转交中国民主同盟管理，1947年10月被南京國民政府接管，中华人民共和国成立后由普通居民居住，1979年开始改建为纪念馆。2019年10月16日，由中华人民共和国国务院公布为第八批全国重点文物保护单位。

## 历史
上海周公馆始建于20世纪20年代，建成时属于义品洋行房产所建的义品村，初建时门牌号为马斯南路107号。1943年，该路改称蓝田路，1945年改为思南路，但该房址门牌号码未变。抗日战争期间，此处原本属于一个日本洋行老板，抗战胜利后，该房屋被國民政府没收，并拨由中國國民黨中央党部黄天霞租住。之后黄天霞携全家搬往南京居住，1946年春，国共谈判中国共产党代表团便以周恩来私人名义租下该房作为公开办事处，对外称“周恩来将军寓所”，通称“周公馆”。代表团成员周恩来、邓颖超、董必武等先后来这里居住和工作。除代表团办事处驻地的职能外，此处实际上还是中共上海工作委员会的驻地，该委员会负责中共在上海的统战、宣传、疏散等工作。搬入该建筑物之后，代表团在底楼旁的空地新建了一座车库，并将车库顶改造为了二楼的入口平台。
国共和谈破裂后，中共代表团于1947年2月28日被淞沪警备司令部强制要求撤离，中共方面于3月3日照会时任上海市长吴国桢，称将房产和屋内几乎全部的家具由中国民主同盟（民盟）代为管理。3月5日中共代表团全体撤走后，3月17日沈钧儒、罗隆基等前往淞沪警备司令部办理手续，3月19日正式交接完成，此建筑正式成为民盟总部驻地。同年10月27日，民盟被中國國民黨宣布为非法，10月30日，该房屋由卢家湾警察分局接管，原有家具全部流失。
中华人民共和国成立后，该房屋门牌号改为思南路73号，并分给当地居民居住，内部结构被大幅改动。1959年5月26日，上海周公馆被公布为上海市文物保护单位。1979年2月6日，中共中央决定恢复旧址原貌，并将其改建为纪念馆，当年开工。1980年8月26日，该旧址再次公布为市级文物保护单位。1981年，改建工程竣工。1982年3月5日，该纪念馆对内开放，1986年9月对外开放。1994年，思南路71号的8户居民被迁出，建筑用作周公馆的业务用房，相关改扩建工作于1996年月完工，期间73号也得以翻修。1998年3月1日，71号庭院外安放了一座由上海油画雕塑院铸造、重达1.8吨、高3.5米的周恩来铜像。2003年3月，上海周公馆被命名为市级爱国主义教育基地。。2017年4月至8月，上海周公馆整体修缮，调整了部分展品和设施。2019年，上海周公馆以“中国共产党代表团驻沪办事处旧址”一名列入全国重点文物保护单位。2024年7月23日，周公馆重新面向社会公众开放。

## 结构

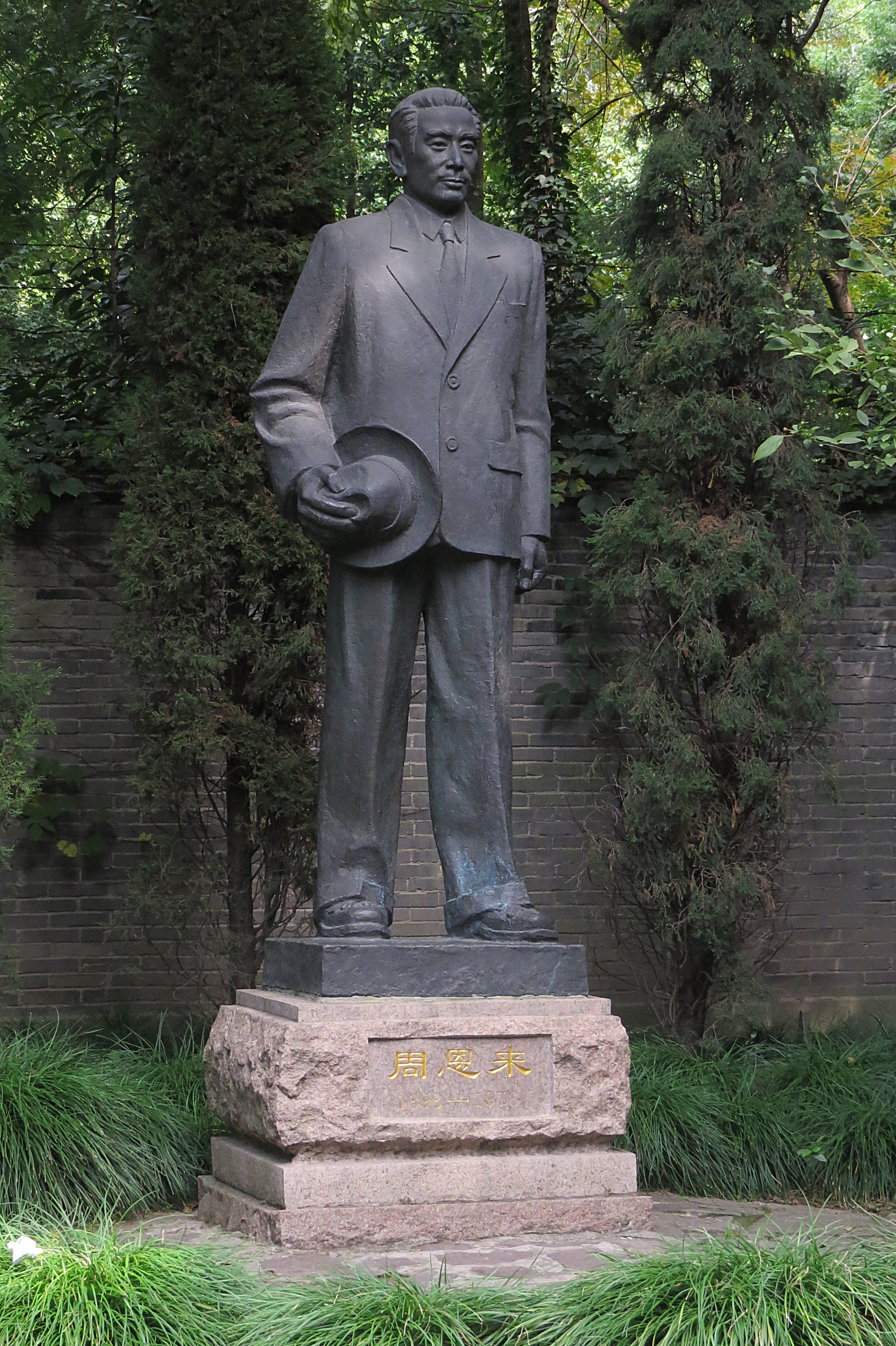
花园内的周恩来铜像

上海周公馆位于思南路73号，是一幢沿街坐北朝南的西班牙式花园住宅建筑，西侧临街。该建筑共分四层，一层为厨房、工人卧房、卫生间、浴室、储藏室和警卫传达室。两端建有露天楼梯直达二楼。二楼北侧为餐厅，南间为带阳台的会客厅，东间是周恩来和邓颖超的办公室兼卧室。三楼为男工作人员的办公室兼卧室，其中一间带有浴室和阳台。四楼北小间是董必武夫妇和孩子的办公室兼卧室，南间为钱之光夫妇的卧室，东间为女工作人员工作室兼卧室，中大间是接待交通员和撤退人员的集体宿舍。